# Nunchaku
Nunchaku je orožje, sestavljeno iz dveh palic, povezanih s kratko verigo ali vrvjo. Japonski kmetje so na začetku uporabljali nunchake za udarjanje po žitu, da so ločili zrno od stebla.
Drugo ime za nunchake je tudi sosetsukon.

## Kate pri kobudu z orožjem nunchaku
- Nunchaku dai ichi
- Nunchaku dai ni